# Ingelrii
Ingelrii er en gruppe bestående af omkring 20 kendte sværd fra middelalderen, der stammer fra omkring 900- til 1100-tallet med et damascering blad med inskriptionen INGELRII, der optræder med lidt forskellig stavemåde som INGELRD og INGELRILT. De kan sammenlignes med de ældre og langt bedre dokumenterede Ulfberht-sværd (fra 800- til 1000-tallet, hvor der kendes omkring 170 eksemplarer).
I 1951 havde Ewart Oakeshott identificeret 13 Ingelrii-sværd med inskriptionen, og havde foreslået at endnu et sværd på Wisbech Museum, fundet i floden Old Nene i 1895, også var af Ingelrii; hvilket blev støttet af Hilda Ellis Davidson.
Andre variationer af inskriptionen er også blevet fundet: INGRLRIIMEFECIT op et sværd fra Sigridsholm, Sverige og INGELRIH FECIT på et sværd fundet i Flemma, Norge.

## Kendte Ingelrii-sværd
- British Museum – Ingelrii, fundet i Themsen langs King's Reach,[4] ved Temple[5]
- Wisbech Museum – fundet ved Raven's Willow, Peterborough[5]
- Niedersächsisches Landesmuseum Hannover, Hannover[6]
- Bayerisches Nationalmuseum, München– fundet i Donau nær Hilgartsberg[6]
- Swiss National Museum, Zürich — et sværd fra 100-tallet fundet i Marin, Neuchatel[7]
- Sværd med inskriptionen +INGELRI+ og +PREBM+ på den modsatte side, længde 89,5 cm (blad på 75 cm)[8]
- Et enkelt sværd med en variation af inskriptionen, +SINIGELRINIS+, dateret til mellem ca. 950 og 1050, tidligere en del af Frank Unrath-samlingen (solgt på auktion i 2013)[9]